# Naverlönnssolvecklare
Naverlönnssolvecklare (Pammene trauniana) är en fjärilsart som först beskrevs av Denis & Schiffermüller 1775.  Naverlönnssolvecklare ingår i släktet Pammene, och familjen vecklare. Arten är funnen i Sverige, men det är ännu okänt om arten är reproducerande här. Ett stort antal Naverlönnssolvecklare hittades och artbestämdes i Skåne våren 2017, och dessa fynd beskrevs i en entomologisk tidskrift.